# Ernst Koerner von Gustorf
Ernst A. Koerner von Gustorf (* 11. Februar 1932 in Posen; † 18. September 1975 in Mülheim an der Ruhr) war ein deutscher Chemiker und Hochschullehrer.

## Leben und Werk
Ernst Koerner von Gustorf studierte ab 1950 Chemie an der Universität Göttingen und wurde 1957 bei Günther Otto Schenck mit der Arbeit Einige Untersuchungen über den Einfluß der Konstitution mehrfach ungesättigter Kohlenwasserstoffe auf den Verlauf ihrer photosensibilisierten Autoxydation mit O2 promoviert.
Anschließend folgte er Schenk an das Mülheimer Max-Planck-Institut für Kohlenforschung und war am Aufbau der dortigen neuen Abteilung für Strahlenchemie beteiligt. Nach einem dreijährigen Aufenthalt in den USA, wo er von 1966 bis 1967 als Professor am Boston College lehrte, kehrte er an das Mülheimer Institut zurück.
Seine Arbeitsgebiete waren insbesondere die Photochemie und Strahlenchemie metallorganischer Verbindungen, beispielsweise von Eisencarbonyl- und Chromcarbonylverbindungen. Er untersuchte weiterhin synthetische Anwendungen atomarer Metalle im Hochvakuum. Weitere Arbeiten behandelten Azoverbindungen und Polyene. Einem Ruf an die Universität Duisburg konnte er nicht mehr folgen.

## Publikationen (Auswahl)
- mit D. V. White, D. Hess, J. Leitich: Photochemical and thermal 1,2- and 1,4-Cycloaddition Reactions of Azodicarbonyl Compounds with Monoolefins. Journal of Organic Chemistry 35 (1970) Nr. 4, S. 1155–1165
- mit I. Fischler: Chemische und biologische Aspekte der Fixierung und Reduktion molekularen Stickstoffs. Naturwissenschaften 62 (1975), S. 63–70;
- mit O. Jaenicke, O. Wolfbeis, C. R. Eady: Laser-Verdampfung von Metallen und ihre Anwendung zur Synthese von Organometall-Verbindungen. Angewandte Chemie 87 (1975), S. 300–309;
- mit L. H. G. Leenders, I. Fischler, R. N. Perutz: Aspects of Organo-transitionmetal Photochemistry and their Biological Implicalions. Advances in Inorganic Chemistry and Radiochemistry 19 (1976) S. 65–183
- mit F.-W. Grevels, I. Fischler (Hrsg.): The Organic Chemistry of Iron. New York: Academic Press